# Lego Ninja
Lego Ninja var en produktlinje produceret af den danske legetøjskoncern LEGO. Serien blev lanceret i 1998 som et undertema til Lego Castle. Det indeholdt mange elementer af ninjakrigere fra det feudale Japan. Størstedelen af sættende blev udgivet i 1998 og 1999, og der blev kun ugivet tre små sæt med minifigurer i 2000, som en del af ‘Mini Heroes Collection’. Efter dette blev serien stoppet, og blev erstattet af Knights Castle fra 2000 og fremefter.
I 2011 besluttede Lego at lancere et nyt tema kaldet Lego Ninjago Masters of Spinjitzu, som benytter mange af de samme elementer som den tidligere Ninja-serie.